# Hyposerica rosettae
Hyposerica rosettae är en skalbaggsart som beskrevs av Frey 1975. Hyposerica rosettae ingår i släktet Hyposerica och familjen Melolonthidae.
Artens utbredningsområde är Madagaskar. Inga underarter finns listade i Catalogue of Life.